# Färja 344 Tora
Färja 344 Tora är en av Trafikverkets vägfärjor och trafikerar Adelsöleden.
Tora byggdes 2006 vid Uudenkaupungin Työvene Oy i Nystad, Finland för Vägverket Färjerederiet och är lindragen med dieselelektrisk framdrivning.

## Bilder

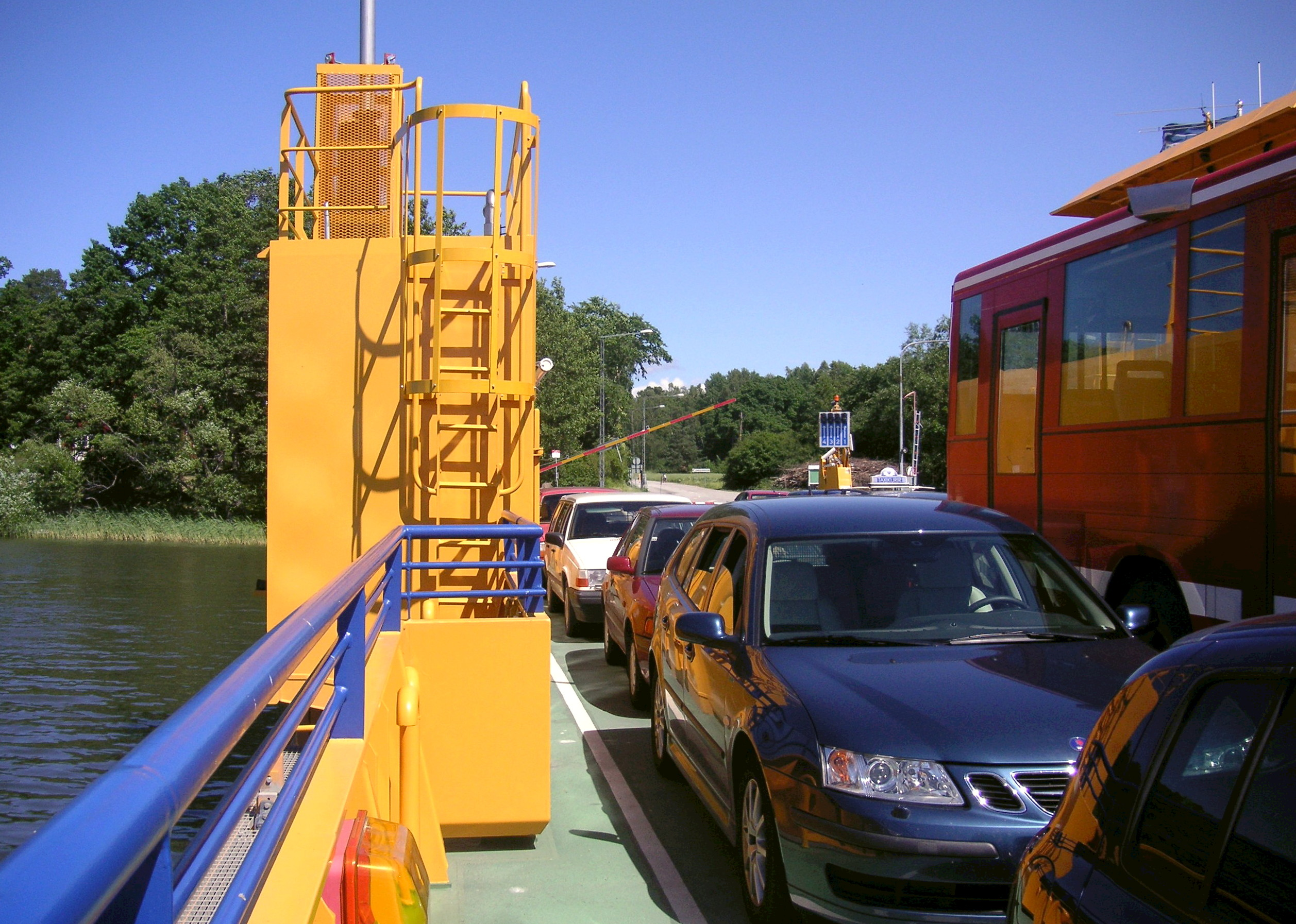
På linfärjan mot Adelsön
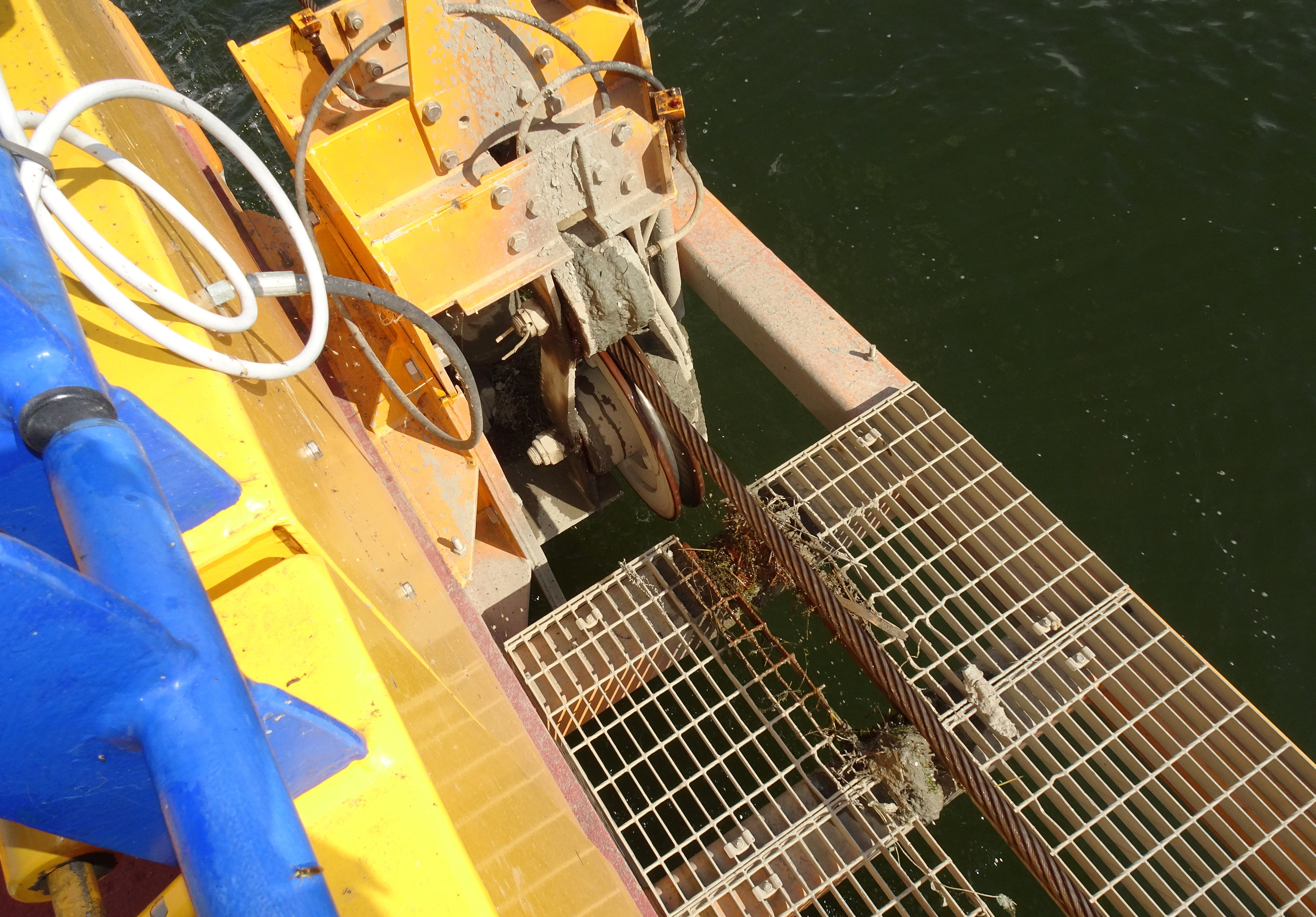
Färja 344 Toras kabelstyrning
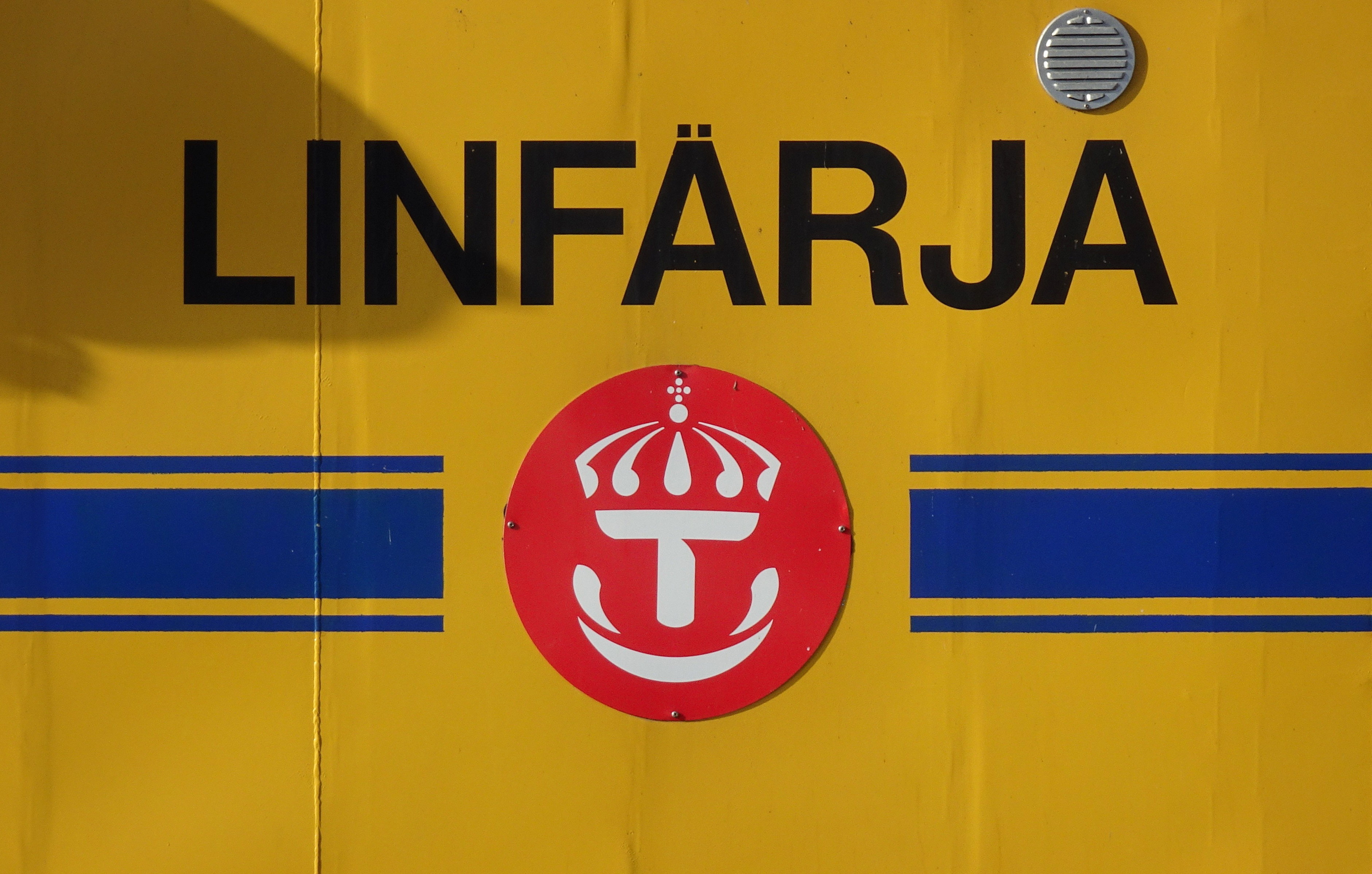
Färja 344 Toras målning